# Đám mây liên sao địa phương

Bản đồ hiển thị mặt trời nằm gần rìa của đám mây liên sao cục bộ và Alpha Centauri khoảng 4 năm ánh sáng đi ở lân cận G-Cloud phức tạp

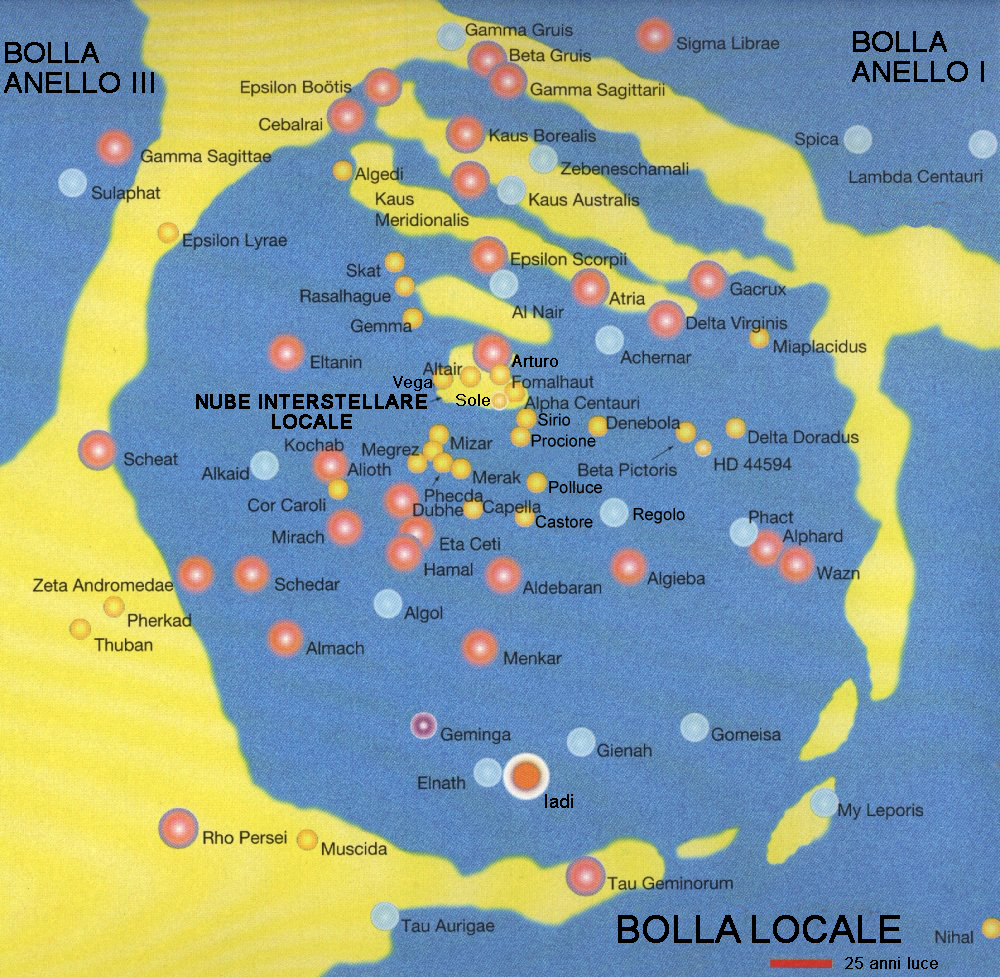
Đám mây liên sao địa phương

Đám mây liên sao địa phương hay Bong bóng địa phương là đám mây liên sao kích cỡ khoảng 30 năm ánh sáng mà mặt trời đang đi qua. Hệ Mặt Trời đã gia nhập Đám mây Liên sao địa phương trong khoảng thời gian từ 44.000 đến 150.000 năm trước và dự kiến sẽ vẫn còn bên trong 10.000 đến 20.000 năm. Đám mây có nhiêt độ khoảng 6000 °C, xấp xỉ nhiệt độ bề mặt mặt trời. Nó rất mỏng manh, với mật độ 0,1 nguyên tử/cm³, khoảng một phần năm mật độ môi trường giữa các thiên hà (0,5 nguyên tử/cm³), nhưng gấp đôi trong bong bóng địa phương (0,05 nguyên tử / cm³).  Các bong bóng địa phương là một khu vực có mật độ thấp trong môi trường liên sao, đám mây địa phương thì nhỏ và đặc hơn. Trong khi đó, bầu khí quyển của Trái Đất tại điều kiện chuẩn là 2.7 × 1019 phân tử/cm³.
Các đám mây đang chảy ra phía ngoài từ các - Centaurus Scorpius Hiệp hội, một hiệp hội sao đó là một khu vực hình thành sao.
Các tác động của Đám mây liên sao địa phương lên Trái Đất được ngăn chặn bởi gió mặt trời và từ trường của mặt trời. Các tương tác này (giữa đám mây và nhật quyển) đang được nghiên cứu bởi trạm thiên văn IBEX (Interstellar Boundary Explorer), một vệ tinh của NASA phóng lên ngày 19-10-2008 với sứ mệnh nghiên cứu vành đai hê mặt trời.